# Hemiargus ceraunus
Espèce
Hemiargus ceraunus est une espèce de lépidoptères (papillons) américains de la famille des Lycaenidae et de la sous-famille des Polyommatinae.

## Noms vernaculaires
Hemiargus ceraunus est appelé Ceraunus Blue ou Antillean Blue en anglais.

## Description
L'imago d'Hemiargus ceraunus est un petit papillon d'une envergure de 20 à 30 mm aux antennes annelées de blanc et de noir.
Le dessus du mâle est de couleur bleue, celui de la femelle marron foncé.
Le revers est gris orné de lignes de traits marron cernés de blanc et d'une bande marginale de chevrons avec, à l'aile postérieure, un ocelle noir qui remplace un des chevrons.

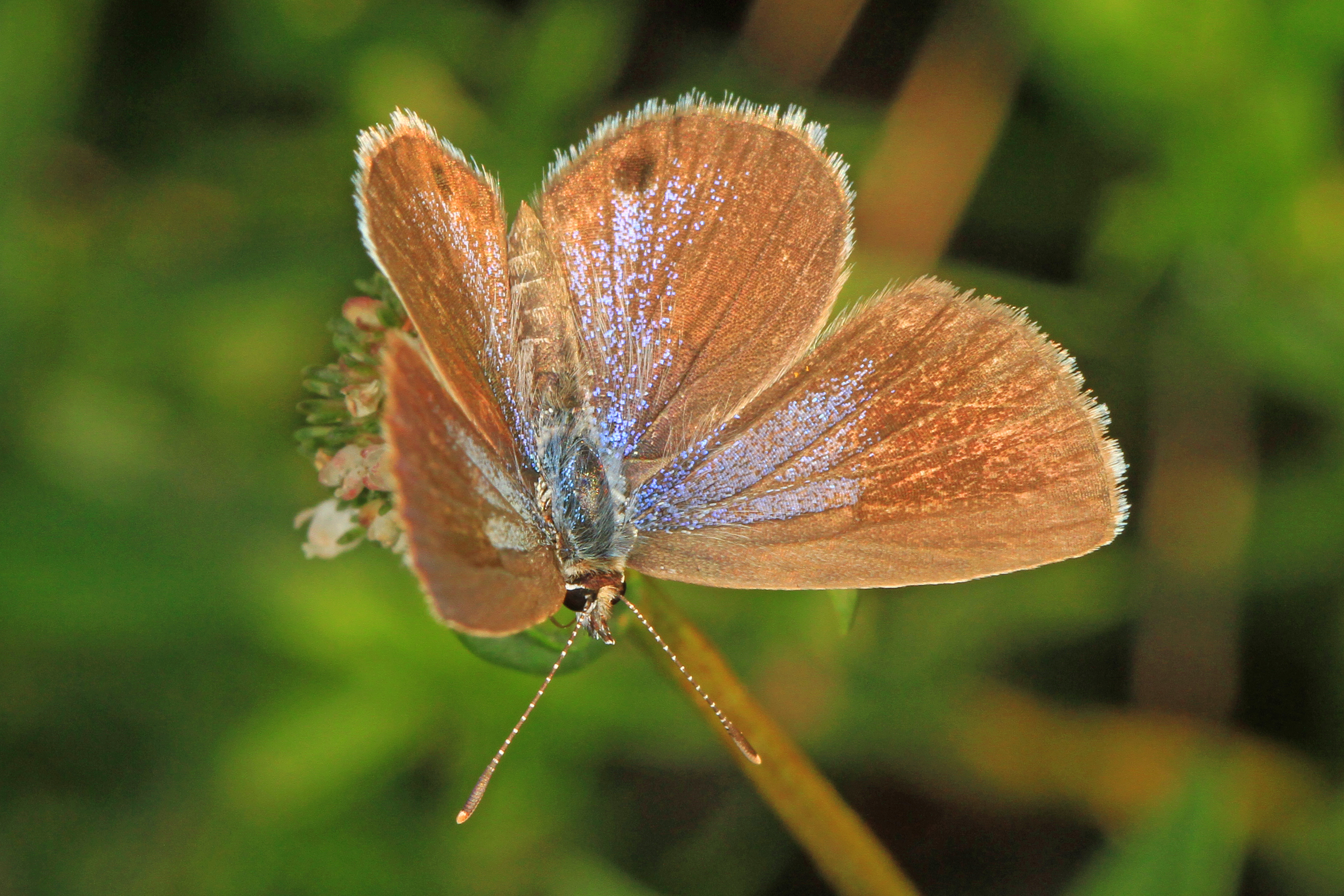
Dessus d'une femelle.
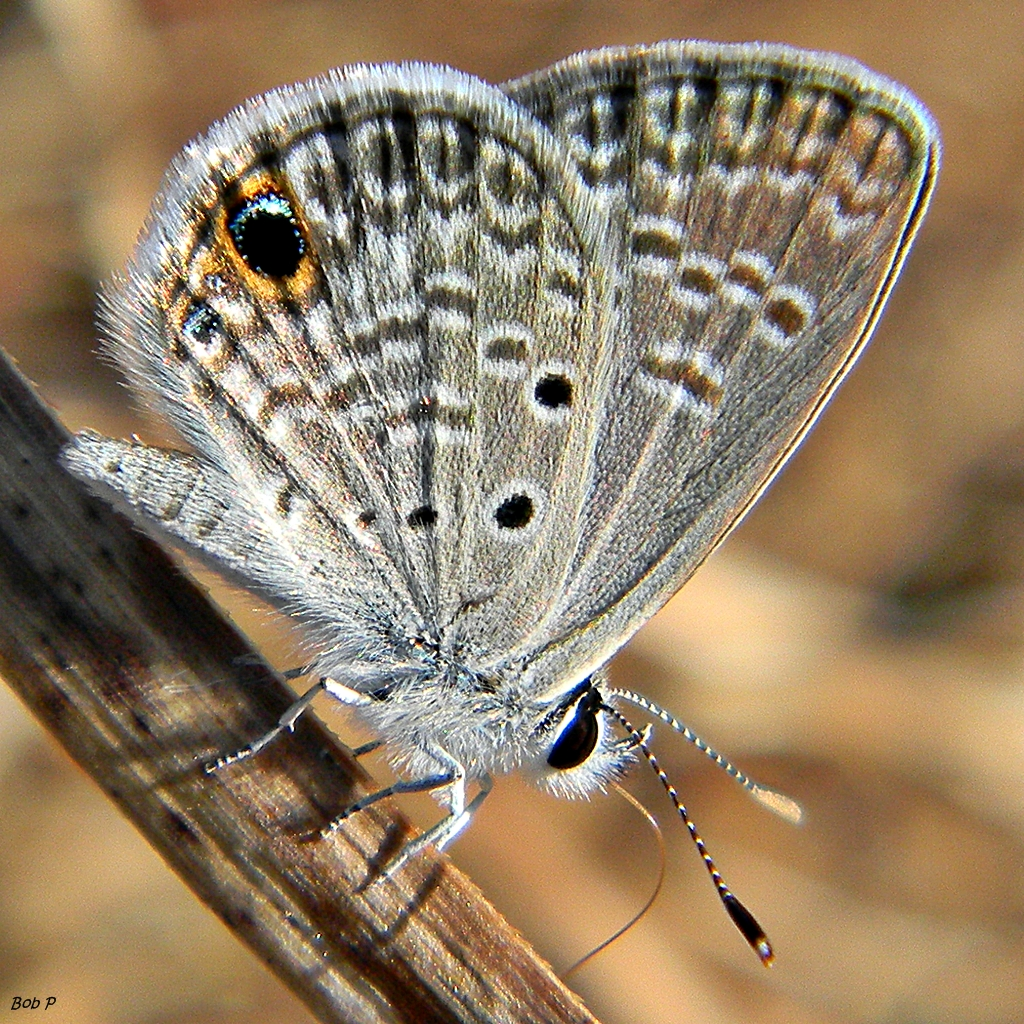
Revers des ailes.
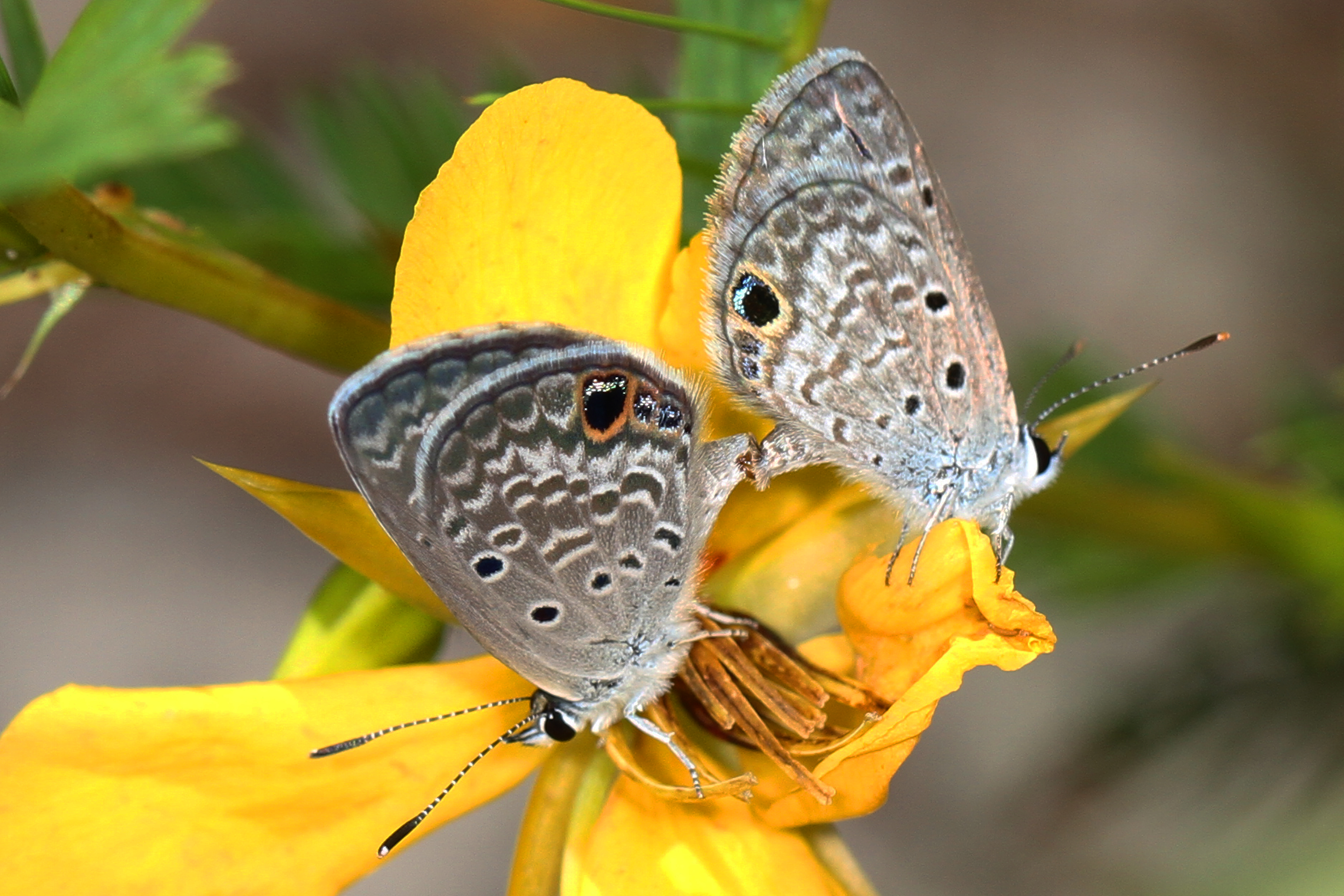
Accouplement.

## Biologie

### Phénologie
Aux États-Unis, Hemiargus ceraunus vole toute l'année au Texas et en Floride et à la fin de l'été dans les autres régions.

### Plantes hôtes
Les plantes hôtes de sa chenille sont des Astragalus, Chamaecrista, Phaseolus et Prosopis.

## Distribution et biotopes

### Aire de répartition
Hemiargus ceraunus est résident dans le Sud des  États-Unis (Texas, Californie) et migrateur en Floride et jusqu'en Caroline du Nord, au Missouri, au Kansas et au Nevada. Il est également résident au Mexique et en Amérique Centrale,. Il est aussi présent aux Antilles, notamment à Cuba, aux îles Caïmans, à la Jamaïque, sur Hispaniola et aux Bahamas (mais sur certaines îles il pourrait s'agir de l'espèce voisine Hemiargus hanno).

### Biotopes
Aux États-Unis, l'espèce réside dans les milieux sablonneux et au bord des routes.

## Systématique
L'espèce aujourd'hui appelée Hemiargus ceraunus a été décrite par l'entomologiste danois Johan Christian Fabricius en 1793 sous le nom initial d'Hesperia ceraunus,. Elle a ensuite été placée dans le genre Hemiargus Hübner, 1818.
Elle a parfois été considérée comme une sous-espèce d'Hemiargus hanno.

### Sous-espèces
Hemiargus ceraunus a plusieurs sous-espèces géographiques, dont la liste exacte varie en fonction des sources :
- Hemiargus ceraunus ceraunus (Fabricius, 1793) — Jamaïque, Hispaniola, une partie des Bahamas[3].
- Hemiargus ceraunus antibubastus Hübner, [1818] — Floride, Grand Bahama[3],[1].
- Hemiargus ceraunus astenidas (Lucas, 1857) — Texas, du Mexique au Panama[3],[1].
- Hemiargus ceraunus gyas (Edwards, 1871) — Sud-Ouest des États-Unis (Arizona, Californie) et Nord-Ouest du Mexique[3],[1]
- Hemiargus ceraunus filenus (Poey, 1832) — Cuba, îles Caïmans, Grand Turk, Great Inagua[3] – parfois considérée comme une sous-espèce d'Hemiargus hanno[5].

## Conservation
L'espèce n'a pas de statut de protection particulier.